# Муро, Томас
Томас Рамиро Муро (исп. Tomás Ramiro Muro; род. 5 мая 2002, General Pinto, Буэнос-Айрес) — аргентинский футболист, полузащитник аргентинского клуба «Индепендьенте Ривадавия».

## Клубная карьера
Муро — воспитанник клуба «Химнасия Ла-Плата». 17 февраля 2022 года в матче против «Сан-Лоренсо» он дебютировал в аргентинской Примере. 3 июля в поединке против «Дефенса и Хустисия» Томас забил свой первый гол за «Химансию».
7 июня 2023 года Муро перешёл в российский «Оренбург», подписав контракт до 30 июня 2026 года. Сумма трансфера составила 1 млн евро. 26 июля в матче 1-тура группового этапа Кубка России против московского ЦСКА он дебютировал за клуб, заменив Ивана Башича на 68-й минуте.Первое результативное действие за «Оренбург» сделал 9 августа 2023 года в поединке 2-тура группового этапа кубка России против «Сочи» (2:0), ассистировав на 25-й минуте Степану Оганесяну. Также в той встрече Томас получил травму передней связки колена из-за чего выбыл на полгода.
21 июля 2024 года дебютировал в РПЛ в домашнем матче первого тура против московского «Спартака».
В июне 2025 года покинул «Оренбург» и стал игроком аргентинского клуба «Индепендьенте Ривадавия».